# 24198 Xiaomengzeng
24198 Xiaomengzeng este un asteroid din centura principală de asteroizi.

## Descriere
24198 Xiaomengzeng este un asteroid din centura principală de asteroizi. A fost descoperit pe 6 decembrie 1999 la Socorro, New Mexico, în cadrul proiectului LINEAR. Asteroidul prezintă o orbită caracterizată de o semiaxă mare de 2,69 ua, o excentricitate de 0,18 și o înclinație de 3,6° în raport cu ecliptica.